# 甜水站
甜水站是一个沟海线上的铁路车站，位于辽宁省锦州市北镇市赵家屯镇，建于1970年，目前为四等站，邮政编码为121309。目前不办理客运营业；货运：办理整车货物发到。
因车站以东是辽宁省五七干校（今辽河石油学校），故车站定名为五七站。